# Pardosa hedini
Pardosa hedini là một loài nhện trong họ Lycosidae.
Loài này thuộc chi Pardosa. Pardosa hedini được Ehrenfried Schenkel-Haas miêu tả năm 1936.